# Lijst van duivenrassen
Van de gedomesticeerde duif zijn er in Nederland vele rassen erkend. Van veel rassen zijn er meerdere kleurslagen en tekeningen erkend.

## A

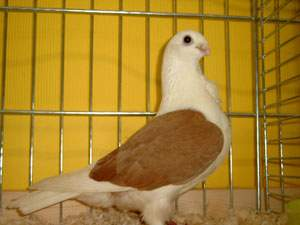
Akener lakschildmeeuw

- Aargauer witstaart
- Afrikaanse meeuw
- Agaranduif
- Akener bandkropper
- Akener lakschildmeeuw
- Altenburger trommelduif
- Altstämmer tuimelaar
- Amsterdamse baardtuimelaar
- Amsterdamse tippler
- Anatolische meeuw
- Anatolische ringslager
- Anatolische tuimelaar
- Antwerpse smierel
- Arabische trommelduif
- Arad tuimelaar
- Artesische manotte

## B
- Basra wamduif
- Batschkaer langsnavelige tuimelaar
- Beierse kropper
- Beiroet wamduif
- Belgische hoogvlieger
- Belgische ringslager
- Belgische schoonheidspostduif
- Belgische tentoonstellingsreisduif
- Belgische tuimelaar
- Bergen tuimelaar
- Berlijnse kortsnavelige tuimelaar
- Berlijnse langsnavelige tuimelaar
- Berlijnse voetbeverde tuimelaar
- Berlijnse witstaarttuimelaar

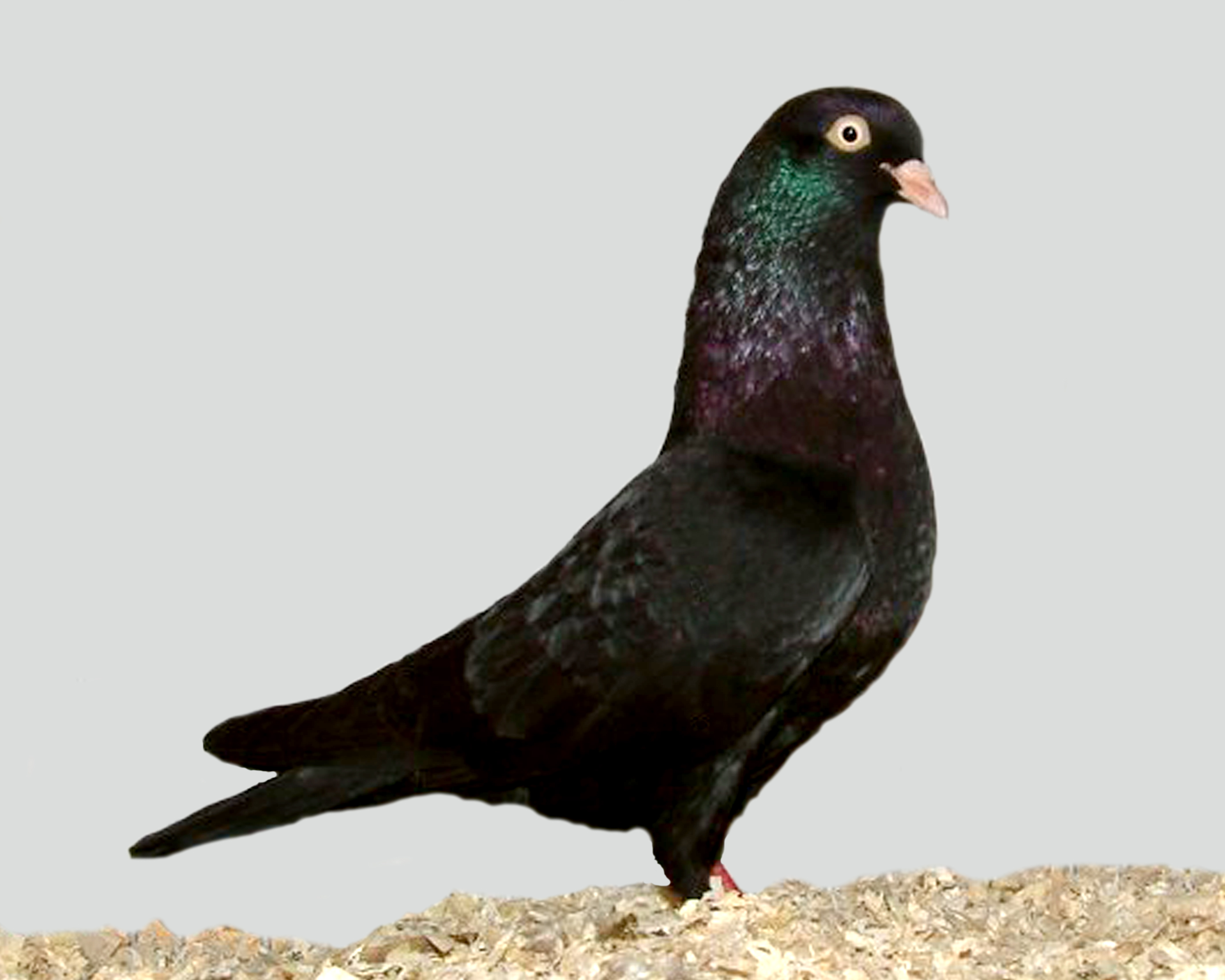
Belgische tuimelaar

- Bernardiner geëksterde kleurduif of Benardiner schecke
- Bernburger trommelduif
- Berner koekoek of Berner gugger
- Berner leeuwerik
- Berner spiegelstaart
- Berner sproetkop
- Berner witstaart
- Birmingham roller
- Blauwe grondduif
- Bleu de Gascogne
- Boecharijse trommelduif
- Boheemse duif
- Boheemse kropper
- Boheemse vleugelduif
- Borino
- Botoschaner tuimerlaar
- Bremer tuimelaar
- Breslauer tuimelaar
- Briver zwartkop
- Broder purzler
- Brünner kropper
- Budapester kievit
- Budapester tuimelaar
- Bursa tuimelaar

## C

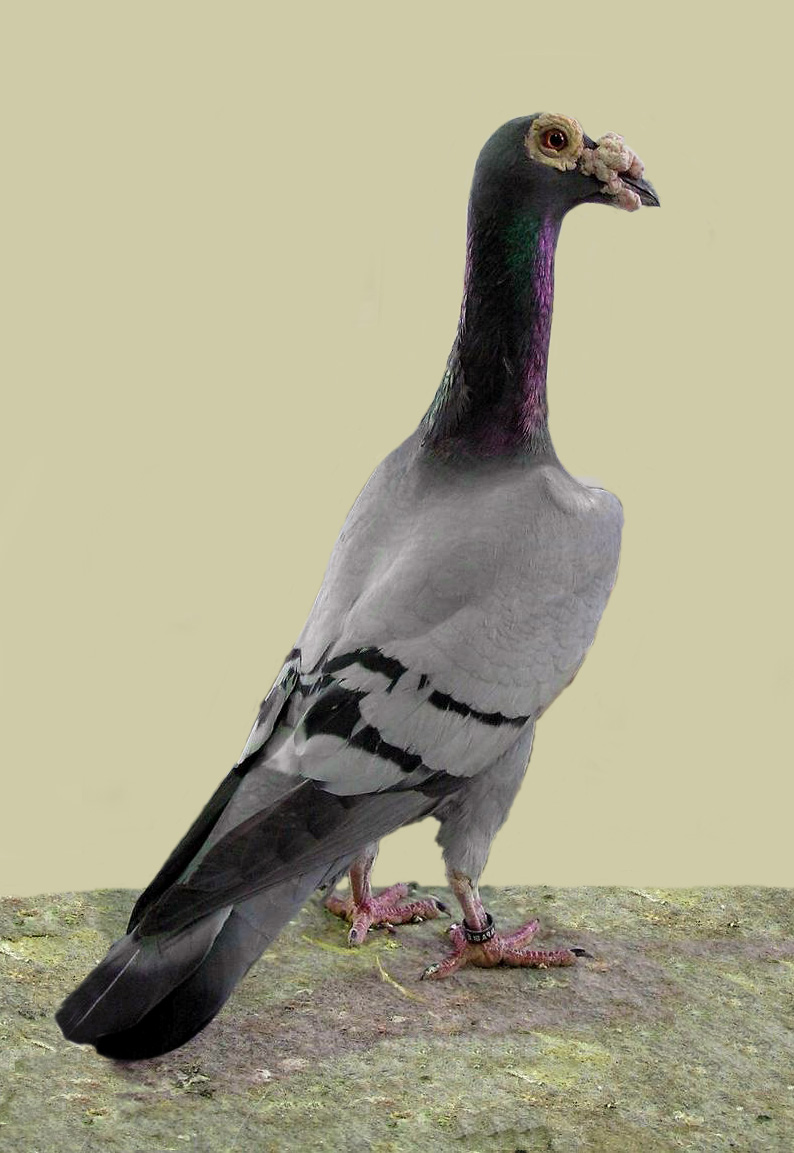
Carrier

- Cakal roller
- Carneau
- Carrier of English carrier
- Catalaanse witplaattuimelaar
- Cauchois
- Chinese duif
- Chinese meeuw
- Chinese tuimelaar
- Chorrera
- Coburger leeuwerik
- Collilano kropper
- Criador lusitano

## D

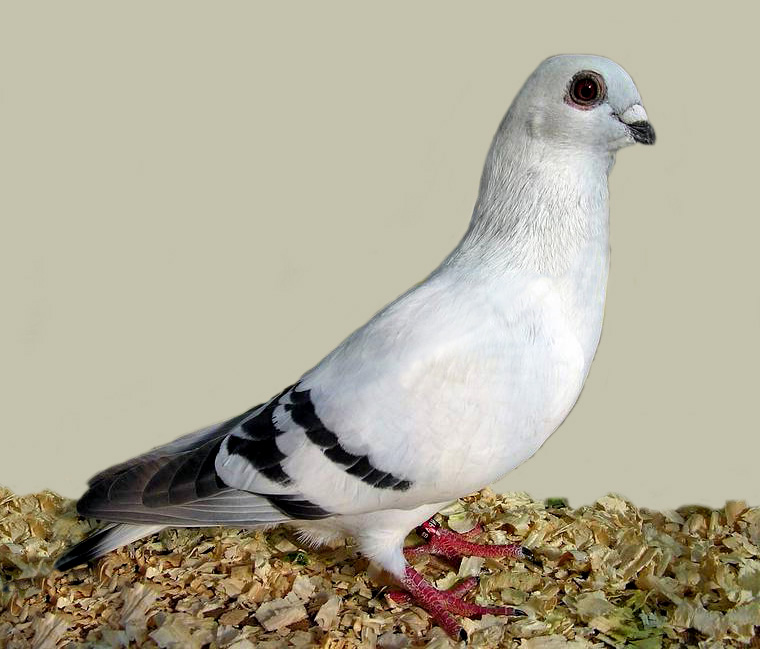
Damascener

- Damascener
- Danziger hoogvlieger
- Deense svaber
- Deense tuimelaar
- Diamantduif
- Dolksteekduif
- Dominomeeuw
- Dragoon
- Dresdener trommelduif
- Duitse dubbelgekapte trommelduif
- Duitse kleurstaartmeeuw
- Duitse langsnavelige tuimelaar
- Duitse modena
- Duitse nonduif
- Duitse schildmeeuw
- Duitse schoonheidspostduif
- Duitse snavelgekapte trommelduif
- Duitse vorkstaart trommelduif

## E

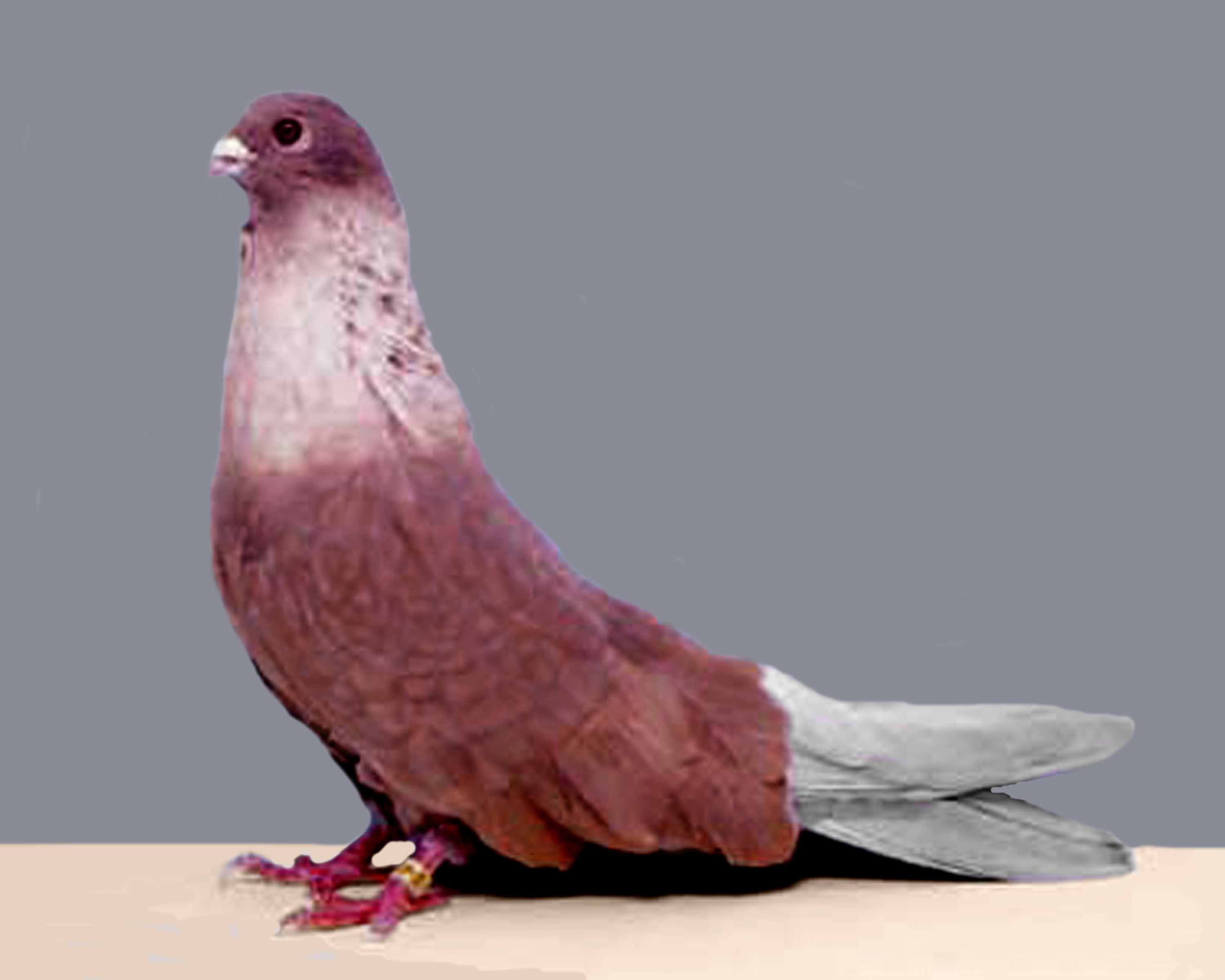
Egyptische swift

- Eenkleurige Zwitserse duif
- Egyptische swift
- Eichbuhler
- Ekster kropper
- Ekster kropper vedervoetig
- Elbinger witkop
- Elzasser kropper
- Engelse dwergkropper
- Engelse ekstertuimelaar
- Engelse kortvoorhoofd tuimelaar
- Engelse kropper
- Engelse langvoorhoofd tuimelaar
- Engelse meeuw
- Engelse modena
- Engelse nonduif
- Engelse owl
- Engelse trommelduif
- Erlauer tuimelaar
- Escampadissa
- Exhibition homer

## F
- Felegyhazer tuimelaar

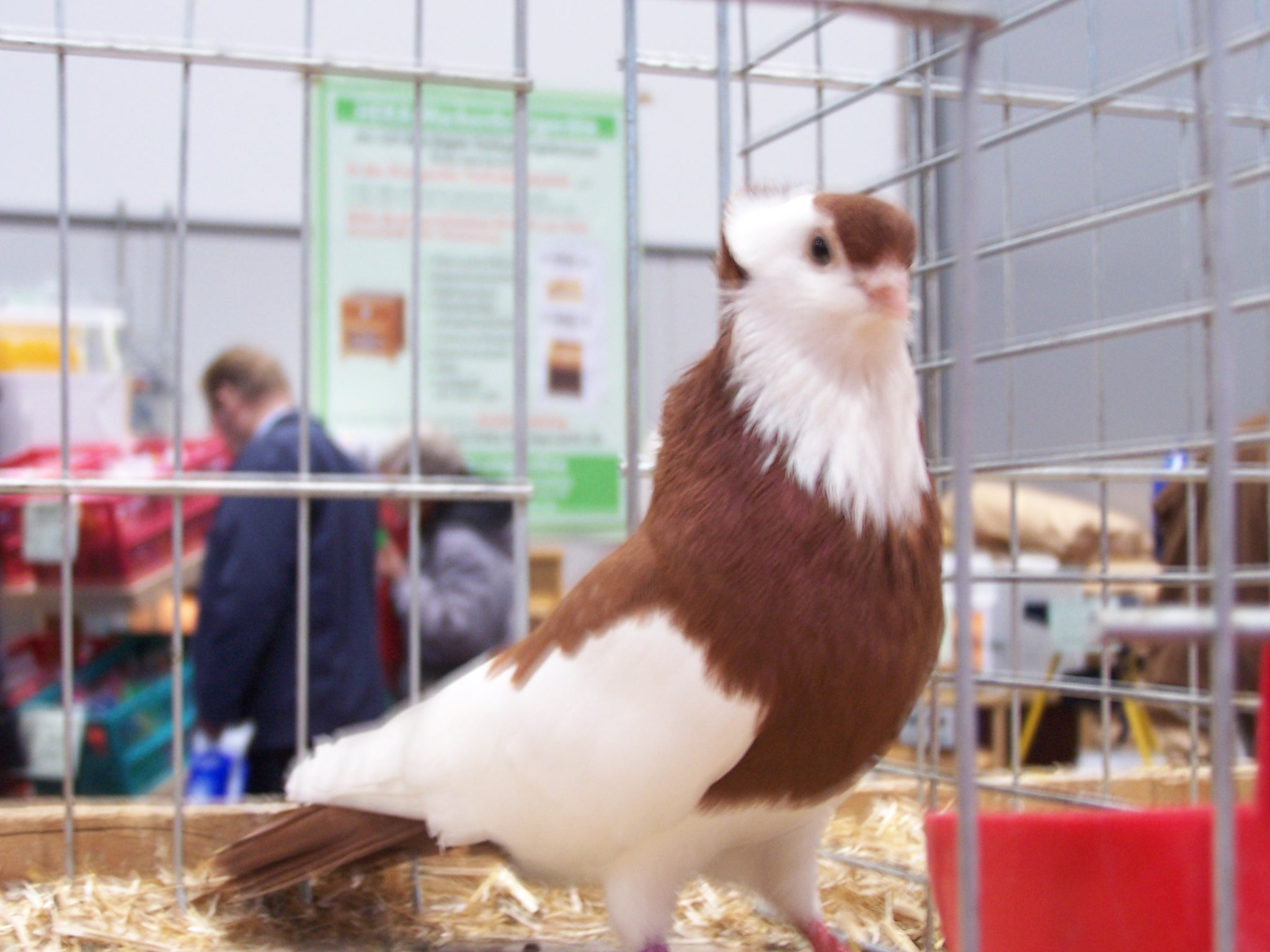
Felegyhazer tuimelaar rood geëkstert

- Figurita meeuw of Figurita Valenciana
- Flamenca
- Florentiner
- Frankische bagadet
- Frankische geëksterde kleurduif of Frankische herzschecke
- Frankische schildduif
- Frankische trommelduif
- Frankische veldduif
- Franse bagadet
- Franse kropper
- Franse meeuw
- Franse sotobanca

## G

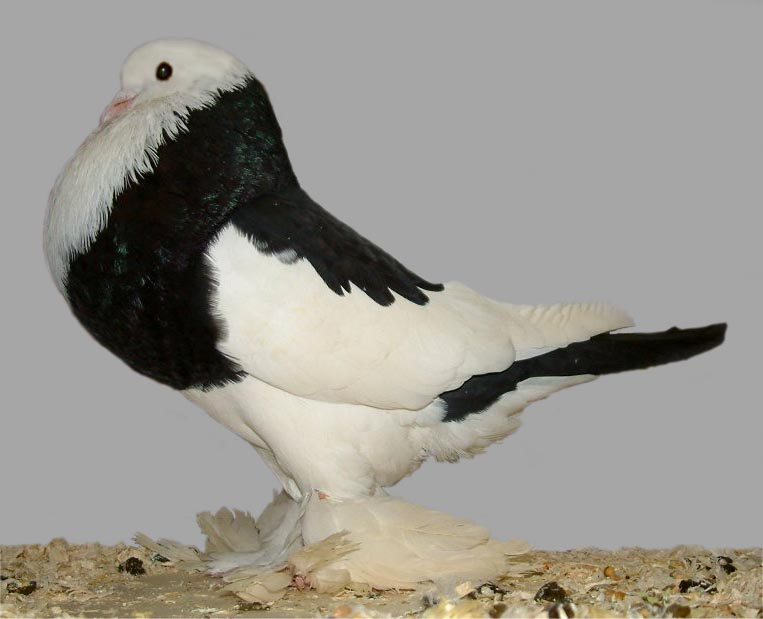
Gentse kropper

- Gaditano kropper
- Gelderse slenk
- Gentse kropper
- Gentse meeuw
- Genuine homer
- Gespikkelde duif of Guineaduif
- Giant homer
- Gierduif
- Gorguero kropper
- Granadino kropper
- Groninger slenk
- Gumbiner tuimelaar

## H

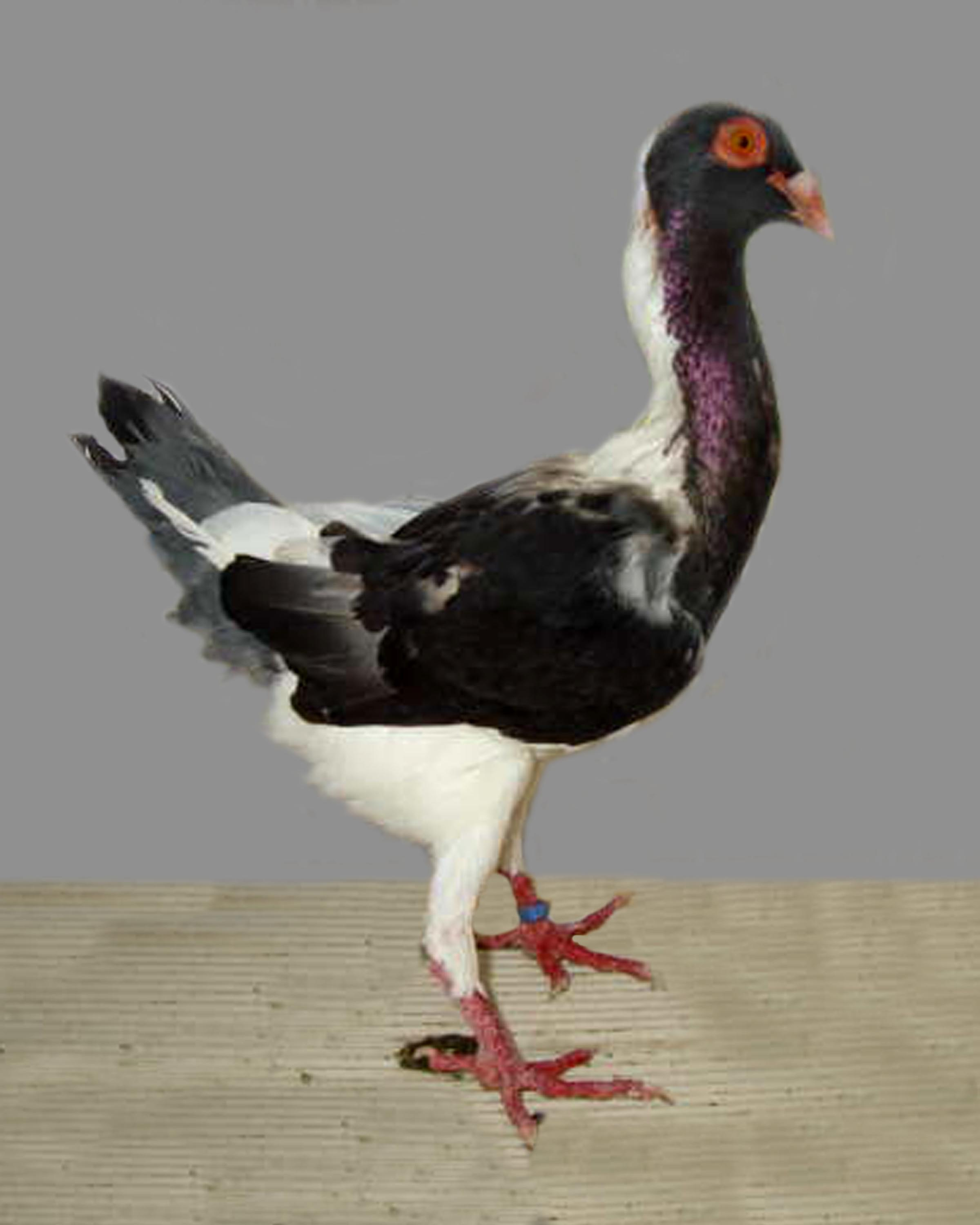
Huhnschecke

- Hagenaar
- Hamburger helmtuimelaar
- Hamburger schimmel
- Hamburger sticken
- Hamburger tuimelaar
- Hana kropper
- Hannoveraanse tuimelaar
- Harzburger trommelduif
- Hessische kropper
- Hollandse kropper
- Holle kropper
- Hongaarse kipduif
- Hongaarse reuzenduif
- Horseman kropper
- Huhnschecke
- Hyacintduif

## I

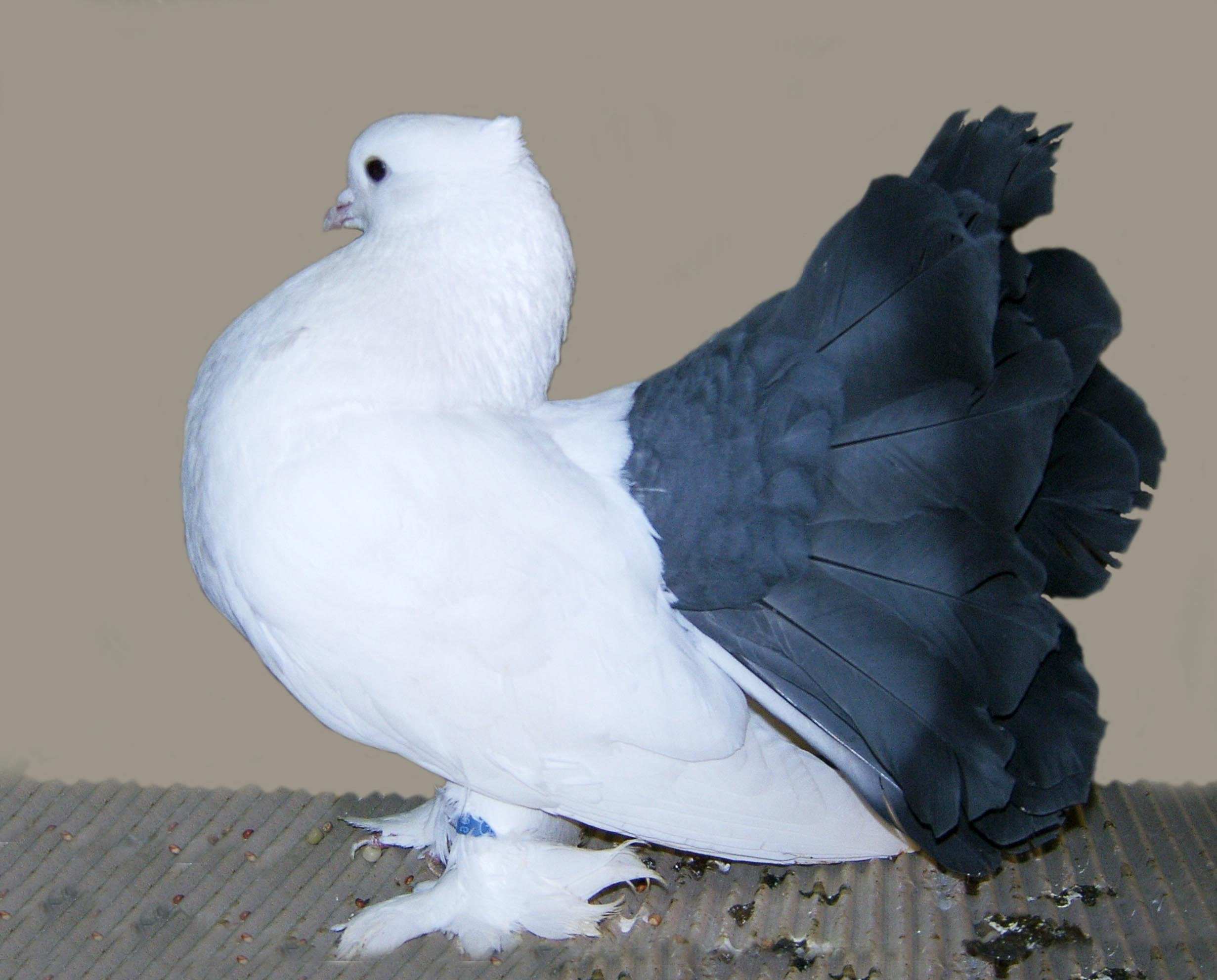
Indiase pauwstaart

- IJsduif kaalbenig
- IJsduif vedervoetig
- Indiase Gola
- Indiase pauwstaart
- Italiaanse meeuw

## J
- Jacobijn
- Jiennense kropper

## K

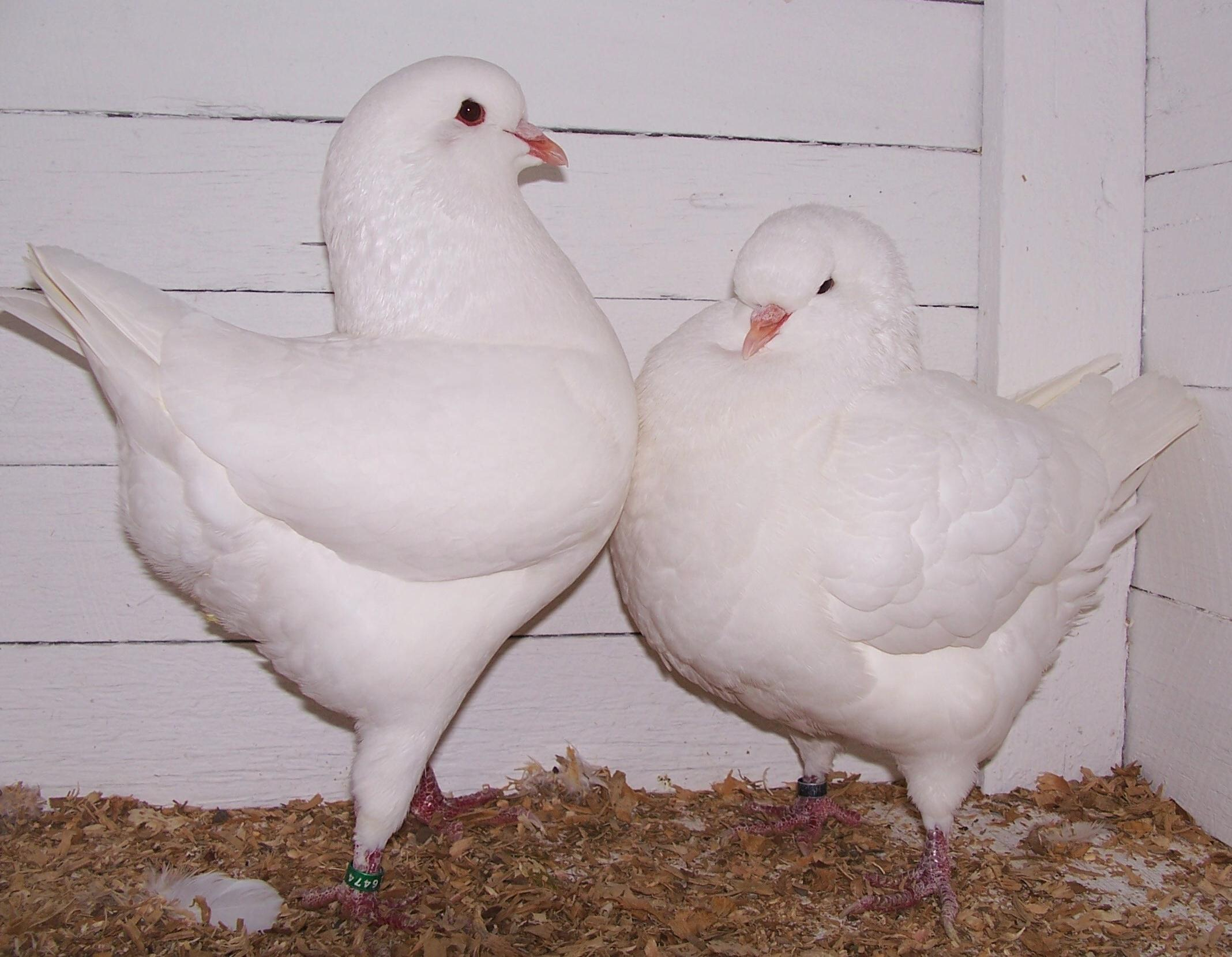
King

- Kaalbenige veldkleurduif
- Kaalbenige eksterkropper
- Kasseler tuimelaar
- Kazaner tuimelaar
- Keulse tuimelaar
- King
- Komorner tuimelaar
- Koningsberger kleurkop
- Koningsberger reinoog
- Köröser tuimelaar
- Kroonduif
- Krulduif

## L
- Lacenerduif
- Lachduif
- Lahore
- Laudino sevillano
- Leuvense kropper
- Libanonduif
- Limburgse kraagduif
- Luikse barbet
- Luikse meeuw
- Luikse reisduif
- Luzerner eenkleurige duif

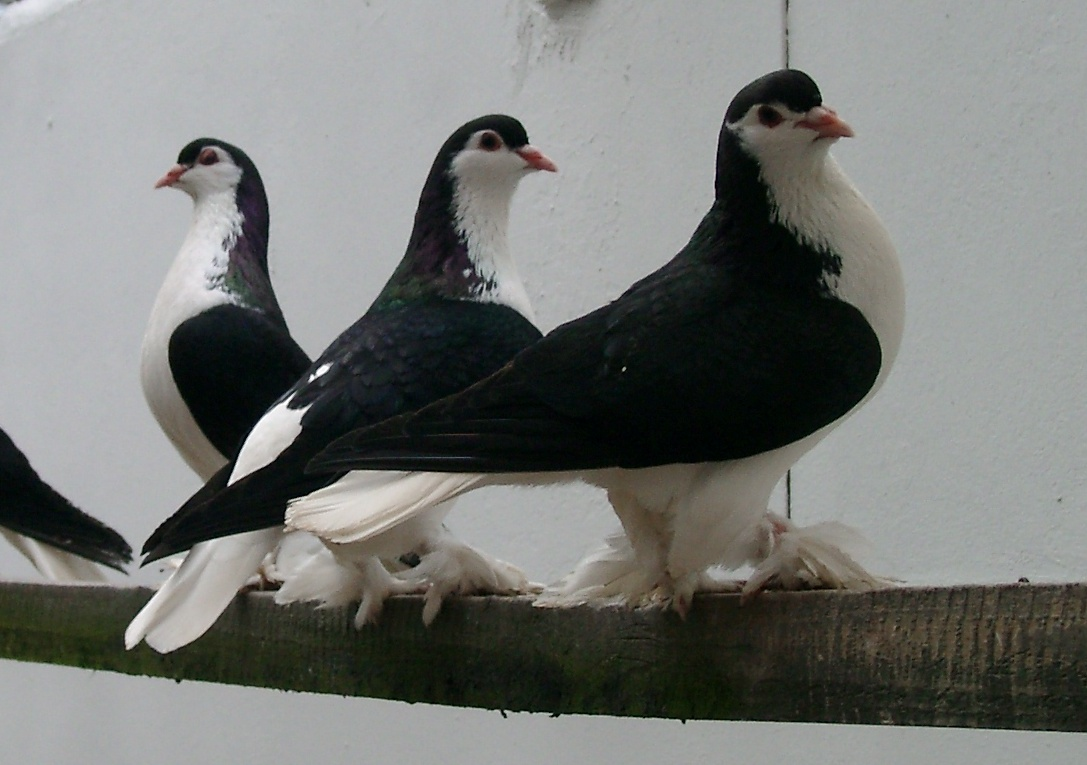
Lahore

- Luzerner maanduif of Luzerner elmer
- Luzerner goudkraag
- Luzerner koperkraag
- Luzerner schildduif
- Luzerner sproetkop
- Luzerner witstaart

## M

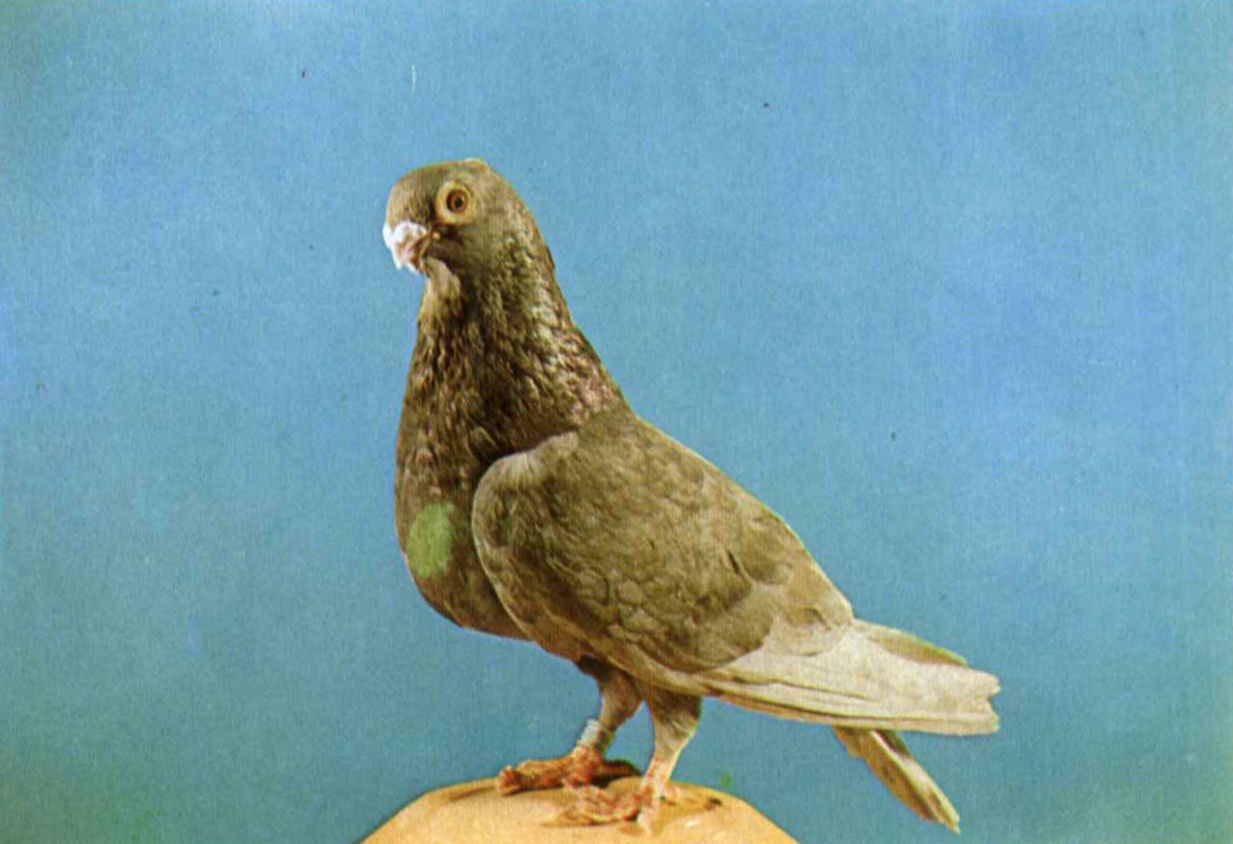
Mariolinha

- Mallorca reisduif
- Maltezer kipduif
- Marchenero kropper
- Mardin
- Mariola
- Mariolinha
- Märkische ekster
- Maskerduif
- Mauserduif
- Memeler hoogvlieger
- Middensnavelige Weense tuimelaar
- Modena
- Montauban
- Mookee
- Moravische strasser
- Moravische witkopkropper
- Moroncelo
- Morrillero tuimelaar
- Muhlhausner
- Münsterlandse kleurduif
- Münsterlandse veldduif

## N

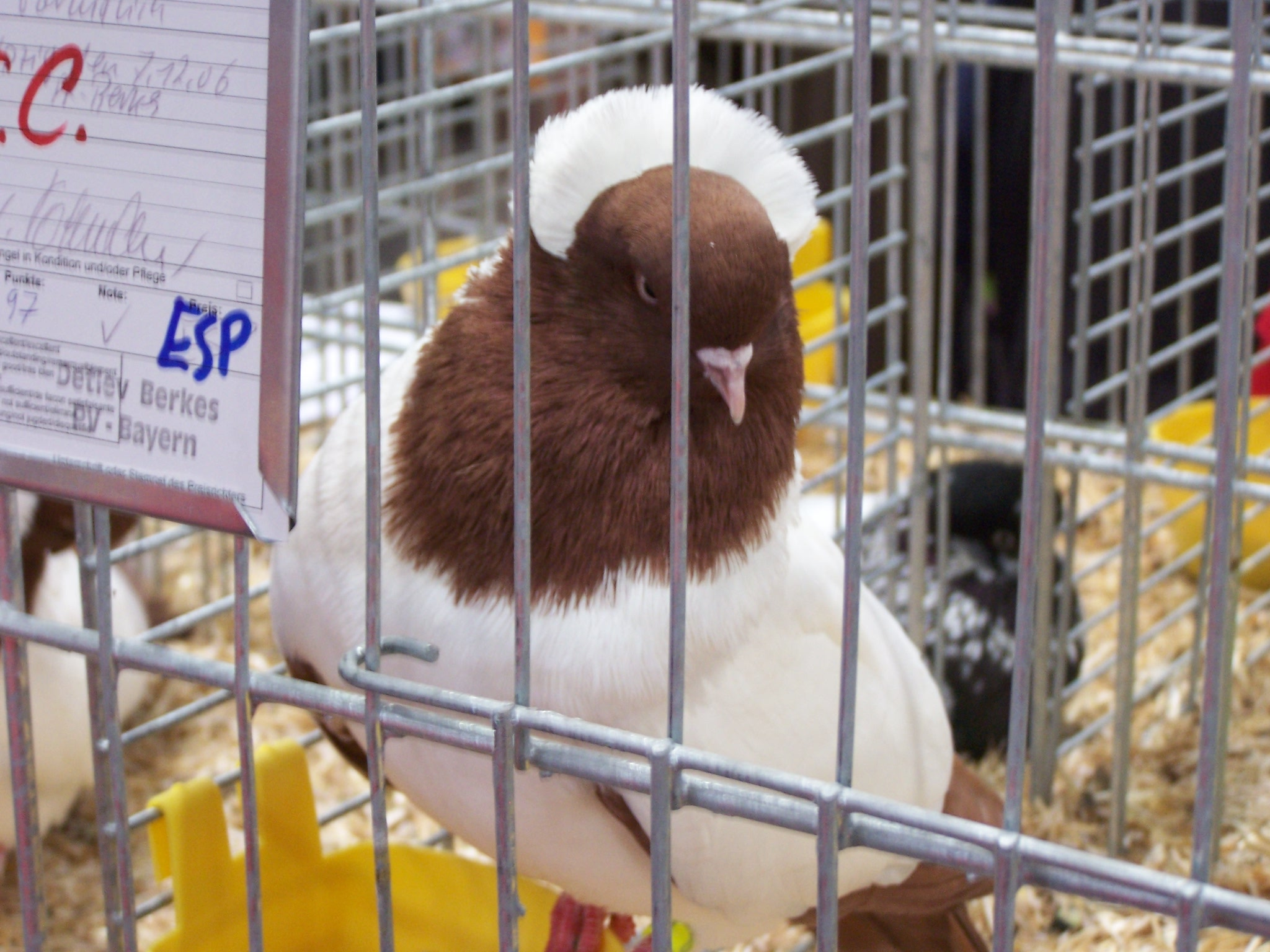
nonduif rood

- Nederbeijerse kropper
- Nederlandse helmduif
- Nederlandse hoogvlieger
- Nederlandse krulveerkropper
- Nederlandse schoonheidspostduif
- Neurenberger bagadet
- Neurenberger leeuwerik
- Neurenberger zwaluw
- Nonduif
- Norwich kropper

## O
- Oostenrijkse witstaart
- Oosterse meeuw blondinet
- Oosterse meeuw satinette
- Oosterse roller
- Oostpruisische werper
- Oud-Duitse ekstertuimelaar
- Oud-Duitse kropper
- Oud-Duitse meeuw
- Oud-Duitse moorkop
- Oud-Hollandse kapucijn

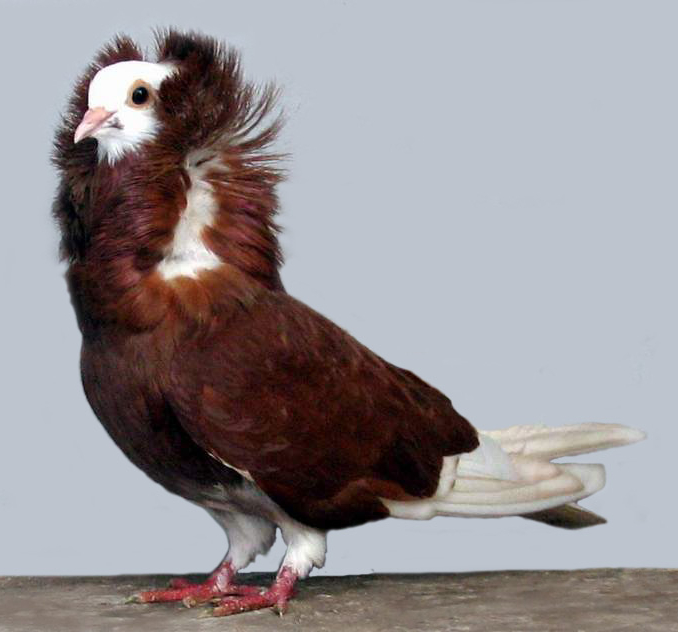
Oud-Hollandse kapucijn

- Oud-Hollandse meeuw of boerenmeeuwtje
- Oud-Hollandse tuimelaar
- Oud-Oosterse meeuw

## P

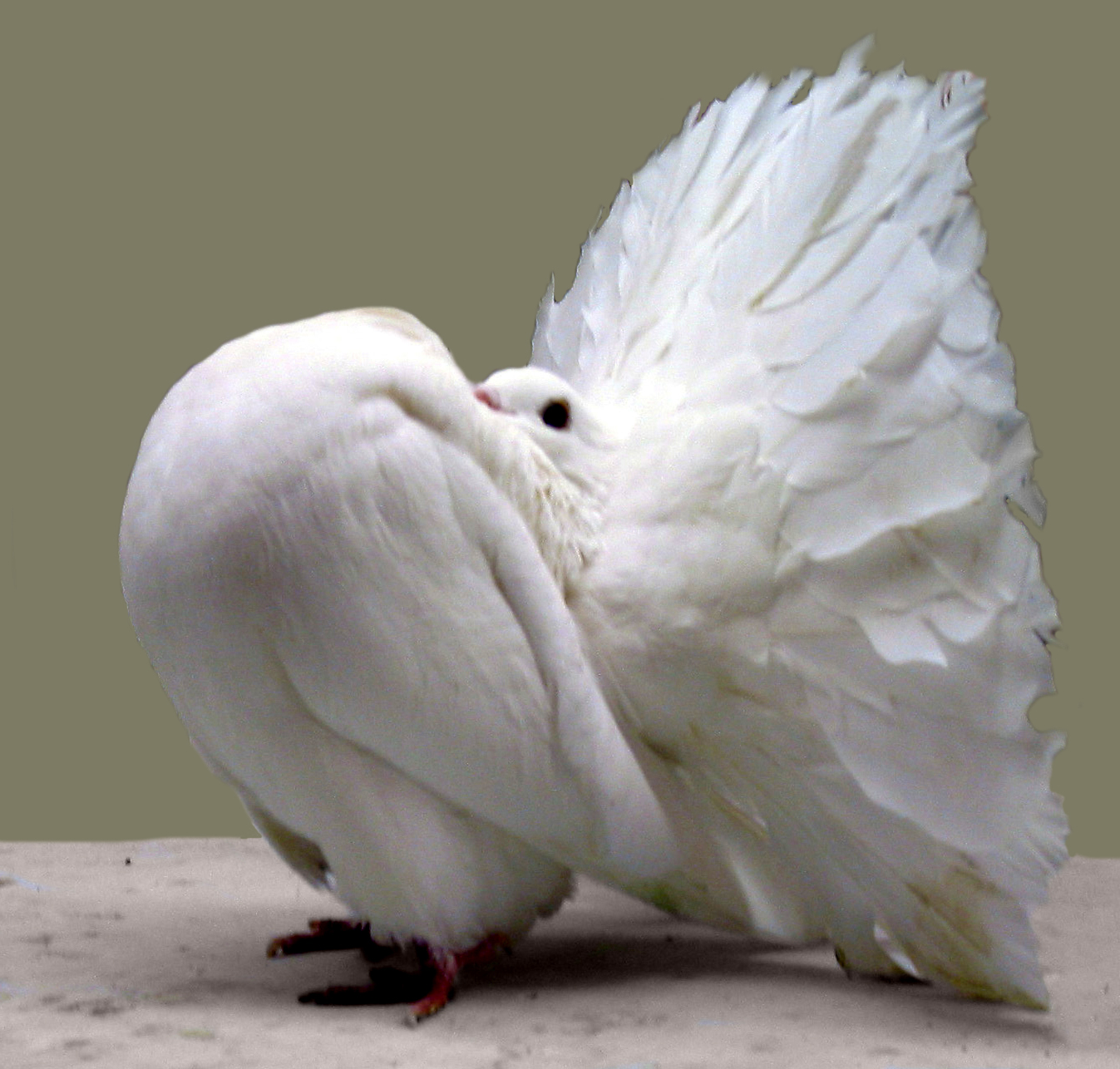
Pauwstaart

- Parelhalstortel
- Pauwstaart
- Perzische roller
- Piacentino
- Picardische kuifduif
- Pommerse hoogvlieger
- Pommerse kropper
- Pommerse oogkleptuimelaar
- Poolse langsnavelige tuimelaar
- Poolse lynx
- Portugese tuimelaar
- Poster
- Praagse kanik
- Prager tuimelaar

## R
- Raadsheer
- Rafeno kropper
- Revellois
- Rijnlandse ringslager
- Rijsselse kropper

Rijnlandse ringslager

- Roemeense geëksterde baardtuimelaar
- Roemeense naakthalstuimelaar
- Romagnolle
- Romein
- Ronsenaar
- Rostower postuurtuimelaar
- Roubaisien
- Rshewer tuimelaar

## S

Steinheimer Bagadetten

- Saarlandduif
- Saksische borstduif
- Saksische geëksterde kleurduif
- Saksische ijsduif
- Saksische kropper
- Saksische maanduif
- Saksische monnikduif
- Saksische ooievaarduif
- Saksische paapduif
- Saksische schildduif
- Saksische snipduif
- Saksische veldduif
- Saksische vleugelduif
- Saksische witstaart
- Saksische zwaluw
- Sankt Galler vleugelduif
- Schmalkaldener moorkop
- Schmöllner trommelduif
- Senegal tortel
- Setsjoekenduif
- Show Antwerp
- Show homer
- Show racer
- Show tippler
- Silezische kropper
- Silezische moorkop
- Slovaakse kropper
- Smaragdduif
- Smijter
- Soultzer haube
- Soultzer kuifduif
- Spaanse duif
- Speelderken
- Spitskuifduif
- Spreeuwduif
- Stargarder sidderhals
- Starwitzer kropper
- Steiger kropper
- Steinheimer bagadet
- Steller kropper
- Stettiner tuimelaar
- Stralsunder hoogvlieger
- Strasser
- Syrische krulduif
- Syrische swift
- Syrische wamduif
- Szegediner tuimelaar

## T
- Taganroger tuimelaar
- Takla roller of Turkse takla
- Temeschburger schecke
- Texaner pioneer

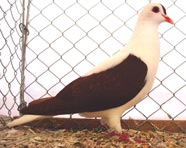
Thüringer vleugelduif

- Thürgauer maanduif of Thürgauer Elmer
- Thürgauer meelkleurige
- Thürgauer monnikduif
- Thürgauer schildduif
- Thürgauer witstaart
- Thüringer borstduif
- Thürgauer eenkleurige veldduif
- Thüringer goudkeverduif
- Thüringer kropper
- Thüringer maanduif
- Thüringer monnikduif
- Thüringer ooievaarduif
- Thüringer schildduif
- Thüringer snipduif
- Thüringer vleugelduif
- Thüringer witborst
- Thüringer witkop
- Thüringer witplaat kleurduif of Thüringer mauserduif
- Thüringer witstaart
- Thüringer zwaluw
- Triganino magnani
- Triganino schietti
- Tsjechische bagadet
- Tsjechische kropper
- Tsjechische trommelduif
- Tunesische meeuw
- Turbit
- Turbiteen
- Turkse klaptuimelaar
- Turkse tortel

## V
- Valenciana kropper
- Valkenet
- Vedervoetige eksterkropper
- Vinkduif
- Vizor
- Vlaanderse smierel

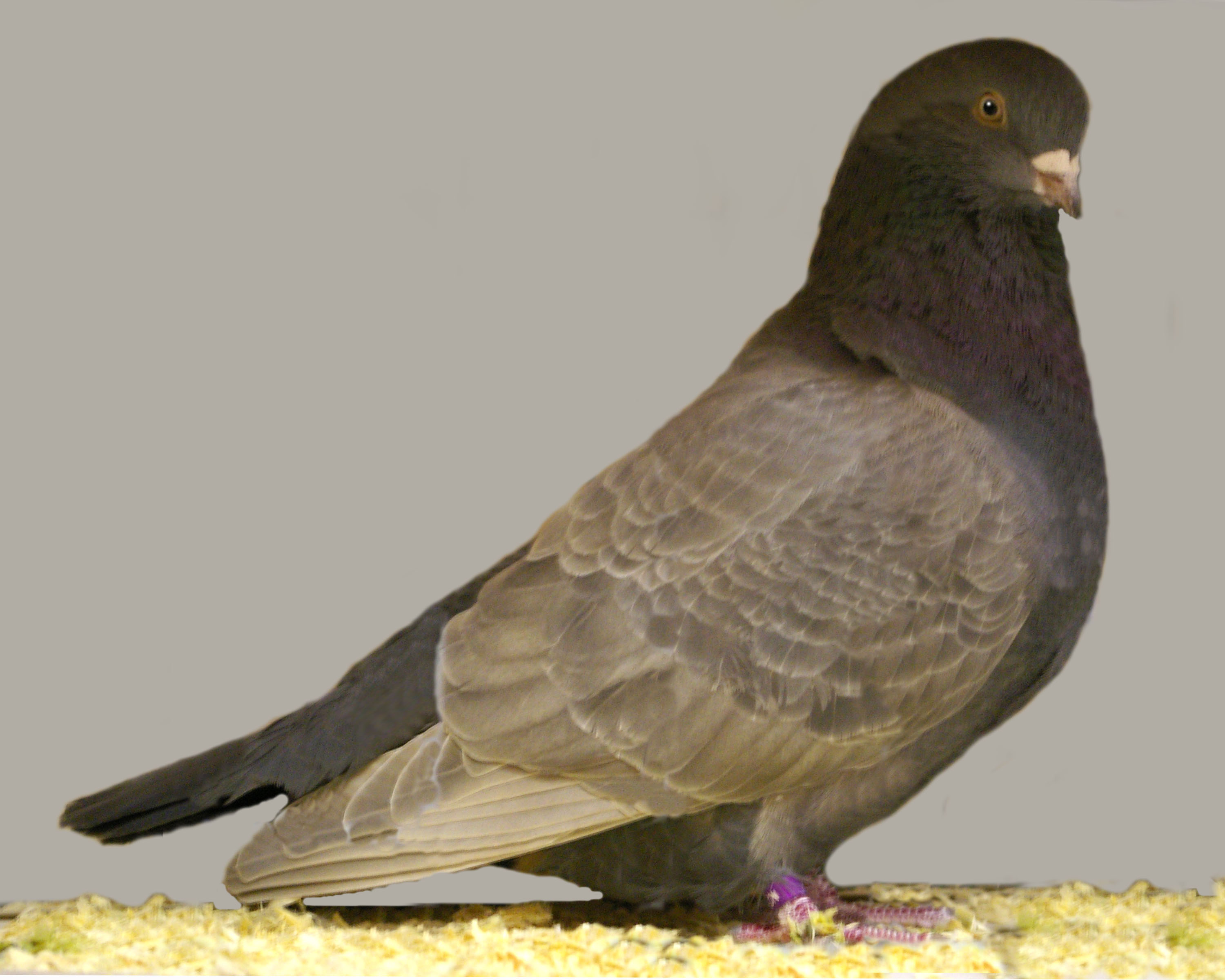
Vliegtippler

- Vliegtippler of Tippler hoogvlieger
- Vögtlandse trommelduif
- Voorburgse schildkropper

## W

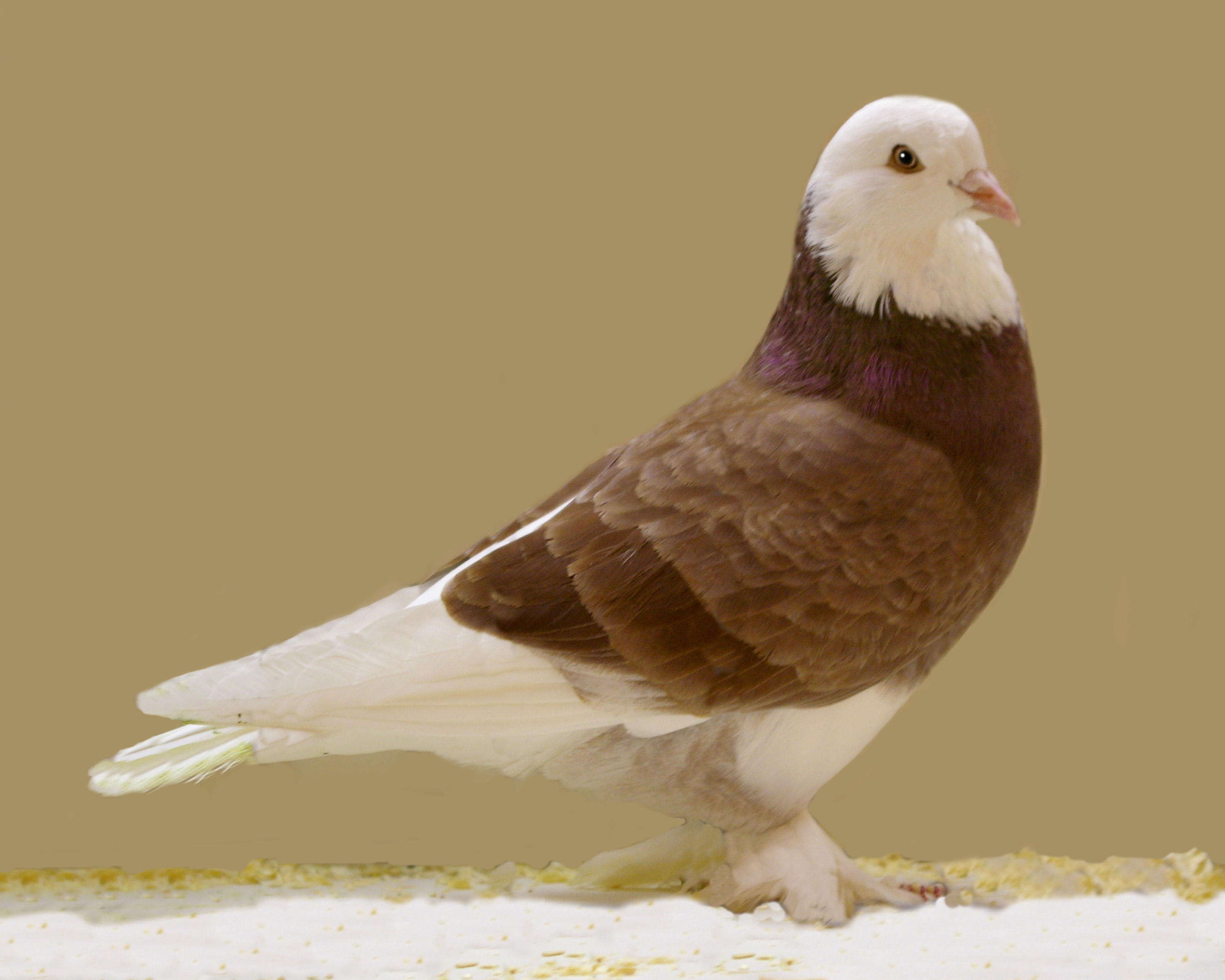
West of England tuimelaar

- Waldviertelse kropper
- Weense kortsnavelige tuimelaar
- Weense witschildtuimelaar
- West of England tuimelaar
- Wolga postuurtuimelaar
- Wiggertaler kleurstaart
- Württemberger moorkop

## Z
- Zebraduif

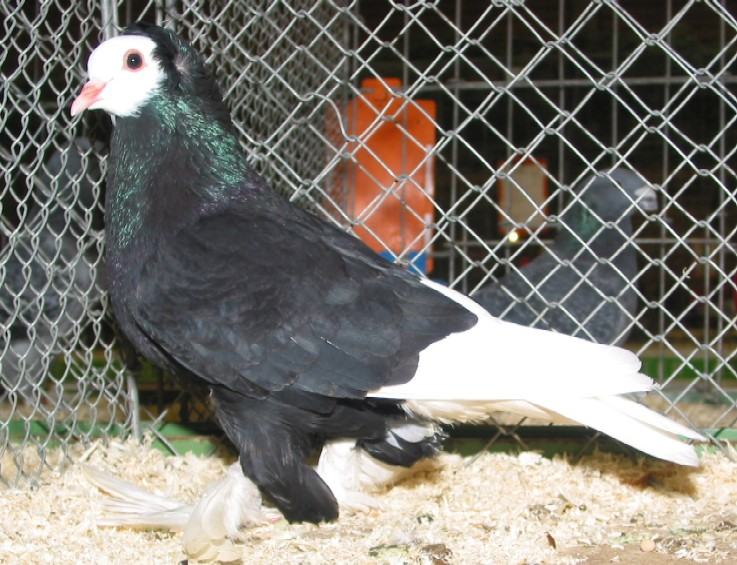
Zuidduitse monnikduif voetbevederd

- Zuidduitse borstduif  of Zuidduitse latzduif
- Zuidduitse koolleeuwerik
- Zuidduitse monnikduif kaalbenig
- Zuidduitse monnikduif voetbevederd
- Zuidduitse moorkop
- Zuidduitse paapduif of Zuidduitse blasse
- Zuidduitse schildduif
- Zuidduitse snipduif
- Zuidduitse sproetduif
- Zuidduitse witstaart
- Züricher witstaart

## Rasgroepen
De duivenrassen zijn onder te verdelen in negen rasgroepen: kipduiven, kleurduiven, kroppers, meeuwen, structuurduiven, trommelduiven, tuimelaars, vormduiven en wratduiven.